# Giải cầu lông Ấn Độ 2013
Giải cầu lông Ấn Độ 2013 là mùa đầu tiên ở Giải Cầu Lông Ấn Độ bắt đàu từ ngày 14 tháng 8 năm 2013.

## Đội
Sáu đội tham dự ở mùa đầu tiên ở Giải Cầu Lông Ấn Độ:

### Mumbai Masters
- Lee Chong Wei (Đội trưởng)
- Pranav Chopra
- Siki Reddy
- Manu Attri
- P. C. Thulasi
- Sumeet Reddy
- Rasika Raje
- Harsheel Dani
- Tine Baun
- Marc Zwiebler
- Vladimir Ivanov

### Pune Pistons
- Ashwini Ponnappa (Đội trưởng)
- Saurabh Verma
- Anup Sridhar
- Sanave Thomas
- Arun Vishnu
- Rupesh Kumar K. T.
- Nguyễn Tiến Minh
- Juliane Schenk
- Joachiam Fischer Nielsen
- Tan Wee Kiong

### Banga Beats
- Parupalli Kashyap (Đội trưởng)
- Akshay Dewalkar
- Aparna Balan
- Arvind Bhat
- Aditya Prakash
- J. Meghana
- Daniel Farid
- Hu Yun
- Carsten Mogensen
- Tai Tzu-ying
- Carolina Marín

### Hyderabad HotShots
- Saina Nehwal (Đội trưởng)
- Pradenya Gadre
- Tarun Kona
- Ajay Jayaram
- Kanthi Visalakshi P.
- Shubhankar Dey
- C. Rahul Yadav
- Taufik Hidayat
- Tanongsak
- Goh V Shem
- Lim Khim Wah

### Delhi Smashers
- Jwala Gutta (Đội trưởng)
- H. S. Prannoy
- Sai Praneeth B.
- Arundhati Panthawane
- V. Diju
- Nichaon Jindapon
- Prajakta Sawant
- Tan Boon Heong
- Koo Kien Keat
- Wong Wing Ki

### Awadhe Warriors
- P. V. Sindhu
- Gurusai Datt
- K. Srikanth
- Ruthvika Shivani
- K. Maneesha
- Nanda Gopal
- Vinay Singh
- Sapsiree Taerattanachai
- Markis Kido
- Chong Wei Feng
- Mathias Boe

## Địa điểm
6 Địa điểm có vẻ ở mùa đầu tiên giải cầu lông Ấn Độ:
| Delhi                            | Lucknow                                  | Hyderabad                                             |
| -------------------------------- | ---------------------------------------- | ----------------------------------------------------- |
| Delhi Smashers                   | Awadhe Warriors                          | Hyderabad HotShots                                    |
| DDA Badminton and Squash Stadium | Babu Banarasi Das U.P. Badminton Academy | Gachibowli Indoor Stadium                             |
| Sức chứa:                        | Sức chứa:                                | Sức chứa: 4,000                                       |
|                                  |                                          |                                                       |
| Bangalore                        | Mumbai                                   | Pune                                                  |
| Banga Beats                      | Mumbai Masters                           | Pune Pistons                                          |
| Kanteerava Indoor Stadium        | Sardar Patel Stadium, NSCI               | Shree Shiv Chhatrapati Sports Complex, Badminton Hall |
| Sức chứa: 4,000                  | Sức chứa:                                | Sức chứa: 3,800                                       |
|                                  |                                          |                                                       |

## Bảng xếp hạng[3]
| Đội                | Điểm | ĐT | T | B | BT | BB |
| ------------------ | ---- | -- | - | - | -- | -- |
| Hyderabad HotShots | 17   | 5  | 3 | 2 | 14 | 11 |
| Awadhe Warriors    | 16   | 5  | 3 | 2 | 13 | 12 |
| Pune Pistons       | 16   | 5  | 3 | 2 | 13 | 12 |
| Mumbai Masters     | 15   | 5  | 2 | 3 | 13 | 12 |
| Delhi Smashers     | 13   | 5  | 2 | 3 | 11 | 14 |
| Banga Beats        | 13   | 5  | 2 | 3 | 11 | 14 |

## Lịch
Theo dõi các lịch thi đấu của Giải Cầu Lông Ấn Độ 2013.

### Lịch thi đấu

#### New Delhi
| 14 tháng 8 năm 20:00 | Delhi Smashers     | 2 - 3 | Pune Pistons    |
| 15 tháng 8, 16:00    | Hyderabad HotShots | 3 - 2 | Awadhe Warriors |
| 15 tháng 8 năm 20:00 | Banga Beats        | 2 - 3 | Mumbai Masters  |

#### Lucknow
| 17 tháng 8, 16:00    | Delhi Smashers  | 3 - 2 | Hyderabad HotShots |
| 17 tháng 8 năm 20:00 | Mumbai Masters  | 2 - 3 | Pune Pistons       |
| 18 tháng 8 năm 20:00 | Awadhe Warriors | 1 - 4 | Banga Beats        |

#### Mumbai
| 19 tháng 8 năm 20:00 | Hyderabad HotShots | 4 - 1 | Pune Pistons   |
| 20 tháng 8 năm 18:00 | Mumbai Masters     | 4 - 1 | Delhi Smashers |

#### Pune
| 22 tháng 8, 16:00    | Hyderabad HotShots | 3 - 2 | Mumbai Masters  |
| 22 tháng 8 năm 20:00 | Delhi Smashers     | 1 - 4 | Awadhe Warriors |
| 23 tháng 8 năm 18:00 | Pune Pistons       | 4 - 1 | Banga Beats     |

#### Bangalore
| 24 tháng 8 năm 20:00 | Awadhe Warriors | 3 - 2 | Mumbai Masters |
| 25 tháng 8 năm 18:00 | Banga Beats     | 1 - 4 | Delhi Smashers |

#### Hyderabad
| 26 tháng 8 năm 20:00 | Awadhe Warriors    | 3 - 2 | Pune Pistons |
| 27 tháng 8 năm 18:00 | Hyderabad HotShots | 2 - 3 | Banga Beats  |

### Vòng loại trực tiếp
|  | Bán kết                          | Bán kết         |   |  | Chung kết                     | Chung kết |  |
|  |                                  |                 |   |  |                               |           |  |
|  | 28 tháng 8 năm 20:00 – Hyderabad |                 |   |  |                               |           |  |
|  | Hyderabad HotShots               | 3               |   |  |                               |           |  |
|  | Pune Pistons                     | 0               |   |  |                               |           |  |
|  |                                  |                 |   |  |                               |           |  |
|  |                                  |                 |   |  | 31 tháng 8 năm 20:00 – Mumbai |           |  |
|  |                                  |                 |   |  | Hyderabad HotShots            | 3         |  |
|  |                                  | Awadhe Warriors | 1 |  |                               |           |  |
|  |                                  |                 |   |  |                               |           |  |
|  |                                  |                 |   |  |                               |           |  |
|  |                                  |                 |   |  |                               |           |  |
|  | 29 tháng 8 năm 20:00 – Bangalore |                 |   |  |                               |           |  |
|  | Awadhe Warriors                  | 3               |   |  |                               |           |  |
|  | Mumbai Masters                   | 2               |   |  |                               |           |  |